# Sara Ramo
Sara Ramo (Madrid, 6 de octubre de 1975) es una artista visual de nacionalidad hispanobrasileña y que desarrolla su producción artística a través de distintos medios como la instalación, el vídeo, la escultura y el collage.

## Educación
Sara vivió su infancia entre Brasil y España debido a que su madre era brasileña y su padre español. A los 17 años se matricula en la Licenciatura en Artes y Oficios en la Escuela de Arte La Palma en Madrid, y posteriormente inicia la carrera de Bellas Artes en la Universidad Complutense de Madrid donde completa la licenciatura en Bellas Artes en la Universidad Federal de Minas Gerais en Brasil.

## Trayectoria
En 2003, ganó la primera edición de la Beca del Museo de Arte Pampulha en Belo Horizonte, Mina Gerais, Brasil.  En el mismo año, fue invitada a formar parte del equipo de artistas de la Galeria Fortes Vilaça.
Su técnica y producción se articula en diferentes formatos, principalmente en instalación, video, escultura y collage. En obras como Unos días pasados en el espacio (2005), la artista invitaba al espectador a cuestionar valores previamente adquiridos como prejuicios, trabajando directamente con los elementos que definen la cotidianidad inmediata para reconfigurarlos en extrañas presencias.
En Penumbra (2012), a través de cambiar el orden natural de las cosas le permitió crear nuevas estructuras de sensibilidad. La artista abarcó un vasto acervo de tradición cultural que confronta la perspectiva utilitaria y científica del mundo contemporáneo; incorporando nociones de misticismo, mitología y magia. Su cuestionamiento impregna la relación entre los seres humanos y los objetos que están determinados sólo por su utilidad . Al fracturar este paradigma dominante surgen nuevas posibilidades narrativas que involucran consecuencias espaciales y temporales en sus obras. En 2020, fue considerada una de las 20 artistas artísticas más influyentes de España.

## Principales obras
- Cartas sobre a mesa - 2020.
- Un cuarto propio, algo caliente y todo lo demás - 2020.
- lindaviejalocabruja - 2019.
- La caída y otras formas de vida - 2019.[6]
- La construcción de lo posible - 2019.
- Afinidades afetivas - 2018.
- Para Marcela e as outras - 2017.[7]
- Os Ajudantes - 2015.[8]
- Punto Ciego - 2014.
- Desvelo y Traza - 2014.[9]
- Sin Heroismos, por favor - 2012.
- Penumbra - 2012.[10]
- Translado - 2009.[11]
- Movable Planes - 2009.[12]
- Alguns dias passados no espaço - 2005.[13]
- O Jardim das Coisas do Sótão - 2004.

## Premios
- Fundación Botín, Santander[14] - 2015
- Beca de cultura francesa Cité des Arts, París (2008),
- Premio Marcantônio Vilaça de Artes Visuales,[15] Recife (2006);